# Idle Hours
Idle Hours — студійний альбом американського блюзового музиканта Лонні Джонсона з Вікторією Спайві, випущений у 1961 році лейблом Bluesville.

## Опис
Лонні Джонсон і Вікторія Спайві знають одні одного декілька десятиліть (вони записали дуетом пісню «Toothache Blues» ще у 1928 році), тому на цьому альбомі Idle Hours 1961 року вони звучать природно та грайливо. Спайві співає три пісні (включаючи титульну) і грає на фортепіано одну композицію. Джонсон співає та грає самостійно на більшості піснях та під акомпанемент піаніста Кліффа Джексона.

## Список композицій
1. «Darling, I Miss You So» (Лонні Джонсон) — 3:21
2. «Long Time Blues» (Вікторія Спайві) — 4:25
3. «You Are My Life» (Лонні Джонсон) — 2:28
4. «Or Yes, Baby» (Лонні Джонсон) — 2:40
5. «Please Baby» (Лонні Джонсон) — 2:51
6. «Leave Me Or Love Me» (Лонні Джонсон) — 2:55
7. «Idle Hours» (Вікторія Спайві) — 3:30
8. «You Have No Love In Your Heart» (Лонні Джонсон) — 3:48
9. «Good Luck Darling» (Лонні Джонсон) — 3:17
10. «No More Cryin'» (Лонні Джонсон) — 3:34
11. «I Got The Blues So Bad» (Вікторія Спайві) — 4:01
12. «End It All» (Лонні Джонсон) — 3:15

## Учасники запису
- Лонні Джонсон — вокал (1—10, 12), гітара (1—4, 6—10, 12)
- Вікторія Спайві — вокал (2, 7, 11), фортепіано (11)
- Кліфф Джексон — фортепіано (1—8, 10, 12)

Технічний персонал
- Кріс Альберстон — продюсер, текст
- Руді Ван Гелдер — інженер